# 郭經 (天順進士)
郭經（1435年—？），字用常，直隸蘇州府崐山縣人，明朝政治人物。進士出身。

## 生平
應天府鄉試第三十名。天順四年（1460年）庚辰科會試第九十九名，殿試登進士第三甲第四名。

## 家族
曾祖郭仲真。祖父郭琬。父亲郭俊。